# Gymnosporangium meridissimum
Gymnosporangium meridissimum är en svampart som beskrevs av Crowell 1940. Gymnosporangium meridissimum ingår i släktet Gymnosporangium och familjen Pucciniaceae.   Inga underarter finns listade i Catalogue of Life.